# KfW
Kreditanstalt für Wiederaufbau — немецкий государственный банк, в котором федеральному правительству Германии принадлежит 80 % акций, федеральным землям Германии — 20 %.

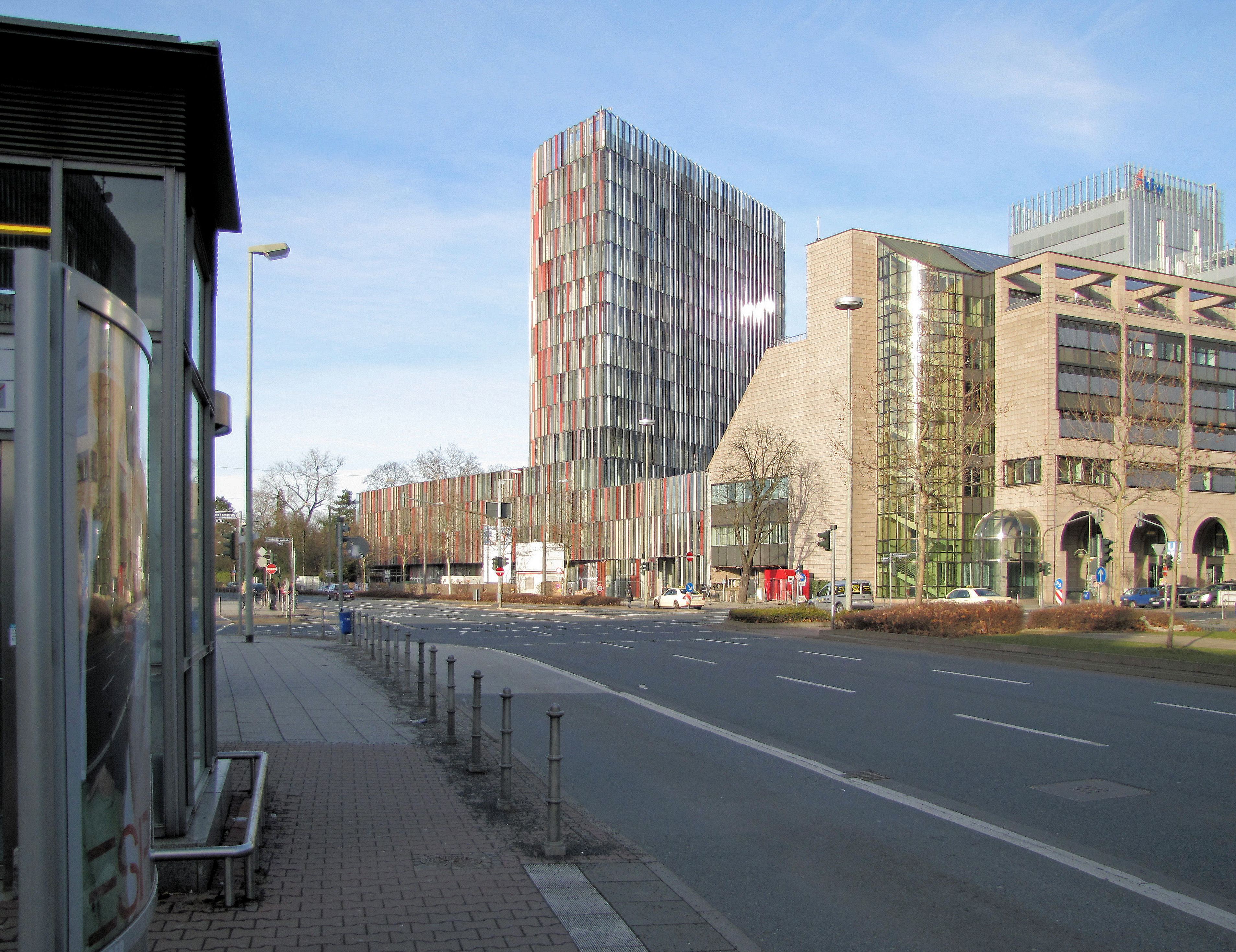

Сооснователь банка — Отто Шнивинд. В 1948 году Отто Шнивинд назначен на пост председателя (1949—1958).
Банк получал средства в рамках плана Маршала (недоступная ссылка).
В 2009—2010 году в списке 50 самых надёжных банков мира, публикуемом журналом Global Finance, банк помещён на 1 место.

## Происшествия
15 сентября 2008 года, за несколько часов до официального банкротства Lehman Brothers, руководство KfW перевело в американский банк 300 млн евро, общая сумма потерь на сделках с Lehman Brothers оценивается в 536 млн евро.
Ещё до официального расследования топ-менеджеры Детлеф Ляйнбергер и Петер Фляйшер освобождены от занимаемых должностей.

## Собственники и руководство
Высшим органом управления банка является наблюдательный совет, состоящий из 37 членов, включая 7 членов кабинета министра ФРГ, по 7 представителей от верхней и нижней палат парламента, остальные назначаются правительством. Пост председателя совета с начала 2021 года занимает министр финансов ФРГ Олаф Шольц.

## Деятельность
В структуре активов 53 % приходится на кредиты банкам, 25 % на кредиты клиентам, 8 % на ценные бумаги. Основным источником наполнения капитала является выпуск облигаций, принятые краткосрочные депозиты составили 44 млрд евро.
Структура KfW Group:
- KfW (активы 543 млрд евро)
- KfW IPEX-Bank GmbH (активы 29,6 млрд евро, финансирование экспорта)
- DEG — Deutsche Investitions- und Entwicklungsgesellschaft GmbH, Cologne (активы 6,29 млрд евро, инвестиционный холдинг)
- KfW Beteiligungsholding GmbH (активы 3,21 млрд евро)
- KfW Capital GmbH & Co. KG (активы 413 млн евро, венчурное финансирование)
- Interkonnektor GmbH (активы 376 млн евро)
- Microfinance Enhancement Facility S.A. (Люксембург, 20,3 %, и активы 575 млн евро)
- DC Nordseekabel GmbH & Co. KG (50 %, активы 996 млн евро)
- Green for Growth Fund, Southeast Europe S.A. (Люксембург, 10 %, активы 639 млн евро)
- coparion GmbH & Co. KG (16,4 %, активы 126 млн евро)

DEG владеет долями (обычно 20—40 %) в различных компаниях, предприятиях и проектах в Германии и других странах и территориях: Бангладеш, Бахрейн, Белоруссия, Бразилия, Британские Виргинские острова, Великобритания, Гонконг, Испания, Казахстан, Канада, КНР, Люксембург, Маврикий, Мали, Мальта, Мексика, Намибия, Нидерланды, Острова Кайман, Сент-Киттс и Невис, Сингапур, США, Узбекистан, Филиппины, Черногория, Чили, Шри-Ланка, ЮАР (на 2020 год 72 участия).